# Heliconia reticulata
Heliconia reticulata là một loài thực vật có hoa trong họ Heliconiaceae. Loài này được (Griggs) H.J.P.Winkl. mô tả khoa học đầu tiên năm 1930.